# Тушнаду-Ноу
Тушнаду-Ноу (рум. Tușnadu Nou) — село у повіті Харгіта в Румунії. Входить до складу комуни Тушнад.
Село розташоване на відстані 195 км на північ від Бухареста, 20 км на південь від М'єркуря-Чука, 63 км на північ від Брашова.

## Населення
За даними перепису населення 2002 року у селі проживала 1041 особа.
Національний склад населення села:
| Національність | Кількість осіб | Відсоток |
| -------------- | -------------- | -------- |
| угорці         | 899            | 86,4%    |
| цигани         | 131            | 12,6%    |
| румуни         | 11             | 1,1%     |

Рідною мовою назвали:
| Мова      | Кількість осіб | Відсоток |
| --------- | -------------- | -------- |
| угорська  | 1030           | 98,9%    |
| румунська | 11             | 1,1%     |